# Mistrzostwa Świata w Lekkoatletyce 2019 – rzut młotem kobiet
Rzut młotem kobiet – jedna z konkurencji technicznych rozgrywanych podczas lekkoatletycznych mistrzostw świata na Stadionie Narodowym Chalifa w Dosze.
Rywalizacja zaliczana była do IAAF Hammer Throw Challenge.

## Terminarz
| Data        | Godzina |                      |
| ----------- | ------- | -------------------- |
| 27 września | 16:40   | Kwalifikacje (gr. A) |
| 27 września | 18:10   | Kwalifikacje (gr. B) |
| 28 września | 19:25   | Finał                |

## Rekordy
Tabela prezentuje rekord świata, rekordy poszczególnych kontynentów, mistrzostw świata, a także najlepszy rezultat na świecie w sezonie 2019 przed rozpoczęciem mistrzostw.
|                                                | Zawodniczka       | Wynik | Miejsce      | Data                  |
| ---------------------------------------------- | ----------------- | ----- | ------------ | --------------------- |
| Rekord świata                                  | Anita Włodarczyk  | 82,98 | Warszawa     | 28 sierpnia 2016(dts) |
| Listy światowe                                 | DeAnna Price      | 78,24 | Des Moines   | 27 lipca 2019(dts)    |
| Rekord mistrzostw świata                       | Anita Włodarczyk  | 80,85 | Pekin        | 27 sierpnia 2015(dts) |
| Rekord Afryki                                  | Amy Sène          | 69,70 | Forbach      | 25 maja 2014(dts)     |
| Rekord Ameryki Południowej                     | Jennifer Dahlgren | 73,74 | Buenos Aires | 10 kwietnia 2010(dts) |
| Rekord Ameryki Północnej, Środkowej i Karaibów | DeAnna Price      | 78,24 | Des Moines   | 27 lipca 2019(dts)    |
| Rekord Australii i Oceanii                     | Julia Ratcliffe   | 71,39 | Townsville   | 28 czerwca 2019(dts)  |
| Rekord Azji                                    | Wang Zheng        | 77,68 | Chengdu      | 29 marca 2014(dts)    |
| Rekord Europy                                  | Anita Włodarczyk  | 82,98 | Warszawa     | 28 sierpnia 2016(dts) |

## Minima kwalifikacyjne
Aby zakwalifikować się do mistrzostw, należało wypełnić minimum kwalifikacyjne wynoszące 71,00 m (uzyskane w okresie od 1 października 2018 do 23 sierpnia 2019).

## Wyniki

### Kwalifikacje
Awans: 72,00 (Q) lub 12 najlepszych rezultatów (q).
| Pozycja | Grupa | Zawodniczka             | Państwo                            | #1    | #2    | #3    | Wynik | Uwagi |
| ------- | ----- | ----------------------- | ---------------------------------- | ----- | ----- | ----- | ----- | ----- |
| 1.      | A     | DeAnna Price            | Stany Zjednoczone                  | 74,97 |       |       | 74,97 | Q     |
| 2.      | B     | Zalina Petrivskaia      | Mołdawia                           | 73.40 |       |       | 73.40 | Q     |
| 3.      | A     | Joanna Fiodorow         | Polska                             | 73.39 |       |       | 73.39 | Q     |
| 4.      | B     | Hanna Skydan            | Azerbejdżan                        | x     | 70.86 | 73.32 | 73.32 | Q,    |
| 5.      | A     | Iryna Kłymeć            | Ukraina                            | 71.51 | 72.93 |       | 72.93 | Q,    |
| 6.      | A     | Alexandra Tavernier     | Francja                            | 72.91 |       |       | 72.91 | Q     |
| 7.      | B     | Wang Zheng              | Chińska Republika Ludowa           | 72.65 |       |       | 72.65 | Q     |
| 8.      | A     | Hanna Małyszczyk        | Białoruś                           | 71.42 | 71.03 | 72.59 | 72.59 | Q     |
| 9.      | B     | Martina Hrašnová        | Słowacja                           | 71.85 | 72.01 |       | 72.01 | Q     |
| 10.     | A     | Gwen Berry              | Stany Zjednoczone                  | x     | 71.72 | x     | 71.72 | q     |
| 11.     | B     | Alena Sobalewa          | Białoruś                           | 70.26 | 70.28 | 71.52 | 71.52 | q,    |
| 12.     | A     | Luo Na                  | Chińska Republika Ludowa           | 71.35 | 71.12 | x     | 71.35 | q     |
| 13.     | B     | Malwina Kopron          | Polska                             | x     | x     | 70.46 | 70.46 |       |
| 14      | A     | Julia Ratcliffe         | Nowa Zelandia                      | 67.07 | 70.45 | 68.21 | 70.45 |       |
| 15      | B     | Yelizaveta Tsareva      | Autoryzowani lekkoatleci neutralni | 70.35 | 68.40 | 67.54 | 70.35 |       |
| 16      | B     | Anastasya Kalamoyets    | Białoruś                           | x     | x     | 69.67 | 69.67 |       |
| 17      | A     | Stamatia Scarvelis      | Grecja                             | 66.53 | 67.82 | 69.65 | 69.65 |       |
| 18      | B     | Bianca Ghelber          | Rumunia                            | 68.01 | 68.65 | x     | 68.65 |       |
| 19      | A     | Sofija Palkina          | Autoryzowani lekkoatleci neutralni | 67.53 | 68.53 | 67.26 | 68.53 |       |
| 20      | A     | Brooke Andersen         | Stany Zjednoczone                  | 66.73 | 68.46 | x     | 68.46 |       |
| 21      | B     | Krista Tervo            | Finlandia                          | x     | 66.47 | 68.25 | 68.25 |       |
| 22      | B     | Laura Igaune            | Łotwa                              | 67.14 | 67.77 | 66.39 | 67.77 |       |
| 23      | B     | Réka Gyurátz            | Węgry                              | 67.28 | 67.41 | x     | 67.41 |       |
| 24      | B     | Alona Szamotina         | Ukraina                            | 64.14 | 67.30 | x     | 67.30 |       |
| 25      | A     | Liu Tingting            | Chińska Republika Ludowa           | x     | 66.91 | 67.11 | 67.11 |       |
| 26      | A     | Sara Fantini            | Włochy                             | 65.15 | 66.58 | x     | 66.58 |       |
| 27      | A     | Barbara Špiler          | Słowenia                           | 65.55 | x     | 65.76 | 65.76 |       |
| 28      | A     | Beatrice Nedberge Llano | Norwegia                           | 65.55 | 64.51 | 65.51 | 65.55 |       |
| 29      | B     | Kateřina Šafránková     | Czechy                             | 62.65 | 63.55 | 65.46 | 65.46 |       |
| 30      | A     | Iryna Nowożyłowa        | Ukraina                            | 60.66 | 65.31 | 63.63 | 65.31 |       |

### Finał
| Pozycja | Zawodnik            | Państwo                  | #1    | #2    | #3    | #4    | #5    | #6    | Wynik | Uwagi |
| ------- | ------------------- | ------------------------ | ----- | ----- | ----- | ----- | ----- | ----- | ----- | ----- |
| 01 !    | DeAnna Price        | Stany Zjednoczone        | 76.87 | x     | 77.54 | 74.56 | 73.77 | 75.68 | 77.54 |       |
| 02 !    | Joanna Fiodorow     | Polska                   | 76.35 | 74.77 | 72.78 | 74.69 | x     | x     | 76.35 | PB    |
| 03 !    | Wang Zheng          | Chińska Republika Ludowa | 72.94 | x     | x     | 73.75 | 74.76 | x     | 74.76 |       |
| 4.      | Zalina Petrivskaia  | Mołdawia                 | 73.73 | 73.60 | 74.33 | 70.49 | 74.27 | 72.94 | 74.33 |       |
| 5.      | Iryna Kłymeć        | Ukraina                  | 73.17 | 73.56 | x     | 70.26 | 72.59 | 71.95 | 73.56 | PB    |
| 6.      | Alexandra Tavernier | Francja                  | 71.50 | 70.48 | 73.31 | 72.24 | 73.33 | x     | 73.33 |       |
| 7.      | Hanna Skydan        | Azerbejdżan              | 70.69 | 71.99 | 72.80 | 72.83 | 71.44 | 70.99 | 72.83 |       |
| 8.      | Luo Na              | Chińska Republika Ludowa | 71.33 | 72.04 | 70.83 | 70.41 | 71.03 | x     | 72.04 |       |
| 9.      | Martina Hrašnová    | Słowacja                 | 66.09 | 71.28 | x     |       |       |       | 71.28 |       |
| 10.     | Hanna Małyszczyk    | Białoruś                 | 71.24 | 66.52 | 70.12 |       |       |       | 71.24 |       |
| 11.     | Alena Sobalewa      | Białoruś                 | 70.45 | x     | 68.65 |       |       |       | 70.45 |       |
| –       | Gwen Berry          | Stany Zjednoczone        | x     | x     | x     |       |       |       | NM    |       |